# Arcangeline Fouodji
Arcangeline Fouodji Sonkbou (sinh ngày 26 tháng 8 năm 1987) là một vận động viên cử tạ. Cô đã tham gia Thế vận hội Khối thịnh vượng chung 2014 trong nội dung 63 kg. Cô đã tham gia cuộc thi 69 kg nữ tại Thế vận hội mùa hè 2016.

## Các cuộc thi lớn
| Năm                                     | Địa điểm                                | Cân nặng                                | Cử giật (kg)                            | Cử giật (kg)                            | Cử giật (kg)                            | Cử giật (kg)                            | Cử đẩy (kg)                             | Cử đẩy (kg)                             | Cử đẩy (kg)                             | Cử đẩy (kg)                             | Toàn bộ                                 | Cấp                                     |
| Năm                                     | Địa điểm                                | Cân nặng                                | 1                                       | 2                                       | 3                                       | Cấp                                     | 1                                       | 2                                       | 3                                       | Cấp                                     | Toàn bộ                                 | Cấp                                     |
| Đại hội Thể thao Khối thịnh vượng chung | Đại hội Thể thao Khối thịnh vượng chung | Đại hội Thể thao Khối thịnh vượng chung | Đại hội Thể thao Khối thịnh vượng chung | Đại hội Thể thao Khối thịnh vượng chung | Đại hội Thể thao Khối thịnh vượng chung | Đại hội Thể thao Khối thịnh vượng chung | Đại hội Thể thao Khối thịnh vượng chung | Đại hội Thể thao Khối thịnh vượng chung | Đại hội Thể thao Khối thịnh vượng chung | Đại hội Thể thao Khối thịnh vượng chung | Đại hội Thể thao Khối thịnh vượng chung | Đại hội Thể thao Khối thịnh vượng chung |
| --------------------------------------- | --------------------------------------- | --------------------------------------- | --------------------------------------- | --------------------------------------- | --------------------------------------- | --------------------------------------- | --------------------------------------- | --------------------------------------- | --------------------------------------- | --------------------------------------- | --------------------------------------- | --------------------------------------- |
| 2014                                    | liên_kết=\|viền Glasgow, Scotland       | 63 kg                                   | 70                                      | 75                                      | 77                                      | —                                       | 95                                      | 100                                     | 102                                     | —                                       | 177                                     | số 8                                    |